# La Angostura, Acuitzio
La Angostura är en ort i Mexiko.   Den ligger i kommunen Acuitzio och delstaten Michoacán de Ocampo, i den södra delen av landet, 230 km väster om huvudstaden Mexico City. La Angostura ligger 2 070 meter över havet och antalet invånare är 233.
Terrängen runt La Angostura är lite kuperad. Runt La Angostura är det tätbefolkat, med 427 invånare per kvadratkilometer. Närmaste större samhälle är Acuitzio del Canje, 4,0 km sydväst om La Angostura. I omgivningarna runt La Angostura växer huvudsakligen savannskog.